# 5. Flak-Division
A 5. Flak-Division (em português: Quinta Divisão Antiaérea) foi uma divisão de defesa antiaérea da Luftwaffe durante a Alemanha Nazi, que prestou serviço na Segunda Guerra Mundial. Foi formada a partir da Luftverteidigungskommando 5.

## Comandantes
- Kurt Menzel - (1 de setembro de 1941 - 15 de abril de 1942)[2]
- Georg Neuffer - (18 de abril de 1942 - 12 de novembro de 1942)[2]
- Julius Kuderna - (13 de novembro de 1942 - 31 de agosto de 1944)[2]
- Eugen Walter - (15 de novembro de 1944 - 6 de fevereiro de 1945)[2]
- Max Wachtel - (6 de fevereiro de 1945 - 8 de maio de 1945)[2]